# Enhedsstat
Begrebet enhedsstat bliver brugt om en stat, som består af bare én statslig enhed, i modsætning til f.eks. en føderation, som indeholder flere delstater med delvis selvstyre.
Danmark er et eksempel på en enhedsstat,[kilde mangler] der består af én stat, selvom modsatte interesser inden for rigsfællesskabet kan skabe splid.